# Rick Holbrook
Patrick Joseph „Rick“ Holbrook (* 22. Mai 1948 in Chicago; † 23. Dezember 2007 ebenda) war ein US-amerikanischer Gewichtheber.

## Werdegang
Rick Holbrook wuchs in Park Ridge, Illinois auf. Er begann mit 15 Jahren mit dem Gewichtheben, nachdem er sich vorher in verschiedenen anderen Sportarten betätigt hatte. Nach ersten Erfolgen ging er nach Chicago und trat dort dem YMCA-Sportclub „Duncan“ bei. Sein Trainer wurde dort der ehemalige, in die USA emigrierte, ungarische Weltklasse-Gewichtheber Mihály Huszka. Später startete er für den York Barbell Club. 1968 erzielte er mit 172,5 kg einen Junioren-Weltrekord im Stoßen des Mittelschwergewichtes. Im Laufe seiner verhältnismäßig kurzen Laufbahn, er trat bereits 1973 zurück, um sich voll seinem Studium widmen zu können, wurde er Weltmeister und US-amerikanischer Meister.

## Internationale Erfolge/Mehrkampf
(OS = Olympische Spiele, WM = Weltmeisterschaft, Ls = Leichtschwergewicht, Ms = Mittelschwergewicht)
- 1970, unplatziert, WM in Columbus/USA, wegen dreier Fehlversuche im Drücken;
- 1971, 2. Platz, Panamerican Games in Cali, Ms, mit 485 kg, hinter Phil Grippaldi, USA, 495 kg und vor Wayne Wilson, Kanada, 445 kg;
- 1971, 5. Platz, WM in Lima, Ms, mit 495 kg, Sieger: David Rigert, UdSSR, 542,5 kg vor Wassili Kolotow, UdSSR, 537,5 kg;
- 1972, 5. Platz, OS in München, Ms, mit 505 kg, hinter Andon Nikolow, Bulgarien, 525 kg, Atanas Schopow, Bulgarien, 517,5 kg, Hans Bettembourg, Schweden, 512,5 kg und Grippaldi, 505 kg;

## Medaillen Einzeldisziplinen
(werden seit 1969 vergeben)
- WM-Goldmedaille: 1972, Stoßen, 197,5 kg
- WM-Bronzemedaille: 1971, Stoßen, 195 kg

## Nationale Erfolge/Mehrkampf
- 1968, 1. Platz, Philadelphia-Meistersch., Ls, mit 427,5 kg, vor Tom Hirtz, 412,5 kg;
- 1968, 2. Platz, USA-Meistersch., Ls, mit 440 kg, hinter Joe Puleo, 465 kg und vor Jeff Moyer, 435 kg;
- 1968, 3. Platz, Olympiaaussch., Ls, mit 445 kg, hinter Puleo, 475 kg und Bob Hise, 447,5 kg;
- 1969, 3. Platz, USA-Meistersch., Ls, mit 437,5 kg, hinter Mike Karchut, 470 kg und Russell Knipp, 462,5 kg;
- 1970, 3. Platz, USA-Meistersch., Ls, mit 472,5 kg, hinter Karchut, 480 kg und Puleo, 480 kg;
- 1971, 1. Platz, USA-Meiustersch., Ms, mit 497,5 kg, vor Phil Grippaldi, 490 kg und Bob Hise, 480 kg;
- 1972, 1. Platz, USA-Meistersch., Ms, mit 512,5 kg, vor Grippaldi, 497,5 kg und Walter Giosiffi, 467,5 kg;
- 1973, unplatziert, USA-Meistersch., Ms, 3 Fehlversuche im Reißen